# 溫納貝戈縣 (威斯康辛州)
溫納貝戈縣（英語：Winnebago County）是位於美国威斯康辛州東部的一個縣，面積1,499平方公里。根據2020年美國人口普查統計，共有人口17萬1,730人。縣治奧什科什（Oshkosh）。該縣成立於1840年1月6日，縣政府成立於1842年2月16日；縣名可能來自溫納貝戈人，或溫納貝戈湖。